# Ceprano
Ceprano är en ort och kommun i provinsen Frosinone i regionen Lazio i Italien. Kommunen hade 8 851 invånare (2018).